# 現神姫
『現神姫』（あらがみひめ）は、天乃咲耶によるファンタジー漫画。「月刊ステンシル」2002年10月号から2003年7・8月号まで連載された後、月刊ステンシルの休刊に伴い「月刊Gファンタジー」（スクウェア・エニックス刊）に移籍し、2003年6月号から2006年11月号まで連載された。全9巻。
天乃咲耶の初の連載作品。日本神話や能などの用語を用いた、現代が舞台の和風ファンタジーである。

## 登場人物
蘇芳千姫（すおう かずき）
ヒロイン。15歳の女子中学生、祟り森で兄と二人で暮らしている。以前は比丘尼の尼寺の近くに住んでいた。前世の暁生丸であった時に夜刀彦との盟約によって、全ての命を生み出す現神姫（後述）となる。当初、暁生丸の記憶が無かった。周りからは普通の女の子として育ってほしい為真実を隠され偽りを教えられている。例えば、亡霊の類が見えるが、真咲の妹であるためには見えることを隠さねばならないと比丘尼や真咲に吹き込まれ、見えることを隠し何もなかったかの様に振舞い、久我には坊さんなら誰でも調伏が出来ると言われている。雪花のマスターであるが闘いの道具としてではなく家族として接していて、闘うことより大切なことを知ってほしいと願っている。8年前、飼っていた白い猫が死んだ時司狼と初めて出会うが忘れていた。自らの運命を受け入れきれない。
性格は、鬼と共存を求めたりと心優しい部分もあるが、鬼を蹴ったり、刀を盗もうとした司郎を強姦魔と思い刀を突き立てて押さえ込んだり、夜刀彦と駆け引きを演じるなど、気が強く活動的で非常に肝が据わっている。人前では強がり人に頼るのはうまくない。前世から後先は考えない。恋愛については疎く、司狼に対してもあくまで大切な友達としてであり、終盤まで特に進展はなかった。
連載当初はロングヘアーであったが中盤でセミロングとなる。身長は163cmと比較的高めでスタイルも良い。運動神経は良く、庭師の公彦に護身術を習ったこともあり、その辺の輩より強い。刀も扱えるようである。
真咲に連れられた神域にて、かつて夜刀彦を倒した神から武器と力を手に入れる。 
暁生丸（あこうまる）
千姫の前世。約500年前、奪われた清姫を救う力を得ようとし己の全てを代償にして夜刀彦と盟約を結ぶ。しかし、力を手に入れたものの、清姫を奪った城主に既に始末した（実際は生きていた）と聞かされ、逆上したところを射殺された。死の間際、清姫にもう一度逢いたいと願い、夜刀彦と再び盟約を結び、来世で現神姫となることを受け入れる。
清姫の事を初めから好きであったわけではなく、父の敵（清姫の父）を討つために取り入っていたに過ぎなかったが、奪われた後に愛していたことを自覚する。
清姫を奪うときに使われた式鬼を瀕死の状態で見つけ、手掛かりと話し相手として人の子の人形（ひとがた）を与えて生かし、この式鬼を司狼と名付ける。
草薙司狼（くさなぎ しろう）
15歳の中学生、能の家元の長男で虎弥太の兄。前世に暁生丸から狼のような金色の目をしているからと司狼と名付けられる。暁生丸が存在理由で護れなかった事を後悔している。転生した後、護る力が無いことを憂いて夜刀彦と契約。契約の内容が自分の全てを引き換えにするものだったので、次第に夜刀彦に肉体と人格を乗っ取られていくため、驚異的な回復力がある。初めは千姫を護ると言うより暁生丸の魂を持つ千姫を護るという考え方だったが、しだいに千姫自身を護ると考えが変わっていく。
8年前、それまで人の感情があまり理解できず、人とどう接したらよいかわからなかったが、千姫に出会った事と虎弥太の心臓病の発症した事で、心境が変化し弟に対する素っ気無かった態度を改め非常に気を遣うようになる。おそらくこれが行き過ぎて過保護のもととなる。
ここ数ヶ月で無機質のような感じが無くなったが、学校に友達はいないらしい。女アレルギーなので女に触れるとさぶいぼになる（後述）。故に恋愛は疎いが、もし千姫が他の男と付き合ったならと言われショックを受けるなど満更でもなく、虎弥太に吹き込まれて告白する決意はするが…
人の血を口にすると鬼の姿に戻れる。長い間、人形をしていたため勘が鈍っている。少し擦れた声をしている。元々は木霊であるため森が好き。能の舞い手（初舞台は5歳、千姫が見に来たときは酒呑童子を舞っていた。）なので武術の呑み込みが早い。身長は167cmで気にしているようである。母と虎弥太を殺した篝、裏で糸を引いていた比丘尼と真咲を激しく憎み、自分の手で殺したいと願う。
蘇芳真咲（すおう まさき）
20歳の青年、千姫とはよく似ている。ある程度の調伏ができ、15年間千姫を護ってきた。シスコンとレッテルを貼られるが、時折ただのシスコンでは片付かない行動をとる。親を人柱にすることも人をコマとして扱うなど護るためには手段を選ばない。この行動の理由は清姫だったころの500年越しの想いからである。掴み所がなく、互いを騙す事で兄妹でいられるため全てを知っているが知らないふりをして、普通の兄として接し、千姫が何も知らないうちに事を終わらせるつもりでいた。司狼にはわざと逆撫でることを言う。自分の手は汚さない。草薙の当主とは面識があり、司郎が生まれてくるように仕組んだ。死なないペットとして千姫に雪花を与える。
兄としてではなく、千姫の子供として生まれることもできたが、対等の関係になるためにそれを選ばなかった。500年間、たった一言を伝えるために苦しみに耐えてきた。
清姫（せいひめ）
城主の姫。暁生丸曰く「傲慢で貪欲で天真爛漫で、天女のように美しい。」敵の息子の暁生丸を女として生かし仕えさせる。他愛もない暁生丸の約束を信じている。篝によって拉致された。暁生丸の死後、夜刀彦を護ると誓い、現神姫の護衛と夜刀彦の器とするため司郎の魂を諱で縛る。その後、幾度も輪廻を繰り返す。
久我圭介（くが けいすけ）
20歳の青年、寺の次男。修験者で調伏などの術が使える。真咲とは中学からの親友で、400年前の仲間を探すために組んでいるがいい様に使われている（もはや慣れたようだ）。千姫を護ってきた。世話焼きで、女たらし。女性のスリーサイズを麻雀のモーパイのごとくわかるらしい。
前世は蛭子族の子供であったが、唯一の混血であったため蛭子の能力はほとんど無かったが、他の蛭子に比べ体は丈夫であった。いずれ処分される予定であったため名前はなく、後に白蓮という戒名を名乗る。閉じ込められた現神姫（壱）の世話役になり、その時に自らの世界の知らない境遇を重ね合わせ、共に脱走をする。現神姫の力が目覚めないようにするため不老不死にして、永遠に護ると決意する。その後十数年、修験者となり共に生きていた。修行の旅の途中に暁生丸を助けたことが縁で、篝と対決することとなり四肢が吹っ飛んで死ぬも相打ちとする。この時からカヨ（蝶羽）には言い寄られていた。
雪花（きら）
当初狐であったが、人形を与えられた霊的動物の飯綱である。人形（ひとがた）でもそれなりの戦闘能力がある。回数の限度があるが人の血を口にすると化け狐になり、戦闘が終わると人形に戻る。千姫を護ることが存在理由でいつも傍にいたがる。千姫には虎弥太を助けるように言われる。虎弥太のことは好きでも嫌いでもなかったが、後の一件で考えが変わる。斎の術により自分の意思とは関係なく虎弥太を喰い殺した。しかし、虎弥太の精神と一体になり人の血を口にしなくとも化け狐になれるようになり、共に戦うことを決意する。
草薙虎弥太（くさなぎ こやた）
12歳の少年、司狼の弟で母親似。あだ名はコータ。8年前に先天性心疾患の心室中隔欠損症が発症したため、あまり運動もできず体も弱い。発症後、兄には非常に気を遣われるが、これ以前はそんなことはなく厳しい態度で接しられてきた。兄に気を遣われすぎて過保護だと思い、うんざりしている。ここ最近の兄の変化に気づき、更に戦いにも巻き込まれたため自立しようと努力する。雪花のことが好きで、あまり戦ってほしくない。千姫に戦うことよりも大事なことを雪花に教えてやってくれと言われる。今よりも強くなりたいと心臓の手術をする。雪花と世界を見ようと約束するが、その後操られた雪花に喰い殺される。しかし、精神は一体となり約束は果たされる。
篝（かがり）
蛭子族最後の生き残り（厳密には違うが）の青年、現神姫を探すのに物の怪たちに情報を撒く。名目は一族復興のために現神姫を手に入ることだが、自身の目的は母や自分の生きた証を祖神蛭子として残すことである。500年前の篝、つまり蛭子の王の生まれ変わりとして斎や比丘尼に10年前に拾い育てられるが、実際は生まれ変わりでもなんでもない。蛭子の血を引いているため短命で何かの病もちである。蛭子の力が弱い。武術や剣術、及び術の類を比丘尼に教わる。甘党（斎に、コーヒーに角砂糖を何個も入れさせていた）。
虎弥太（心臓病と知り少しためらうも）を殺すように斎に命じて司狼をはめるが、直後に千姫によって腕を切り落とされる。最期は司狼に額を貫かれて死に、願いを果たせなかった。何かと報われない人物。
500年前の篝は、現神姫を探すために取り入っている城主に助力して、戦をさせて燻り出そうとしていた。その一環で清姫は奪われた。木霊だった司狼を式鬼として使役した。夜刀彦の力を持つ暁生丸も歯が立たず、壱と白蓮に敗れるも互角以上だった。斎に自分の命よりも意思を護るように言う。その正体は夜刀彦を封じた、人の姿をした神である。
斎（さい）
篝に仕えて守護する男装の少女。甘いものは駄目である。あまり強くは無いが術が使え、壱の目を持っているので限度はあるが蛭子の力も使える。虎弥太を殺すことにためらいを持つも、命令に従い雪花に蛭子の力を使う。異国の術法により不老不死となり500年前の篝に仕えていた。清姫を殺せと命じられるも、独断で生かし帰した。篝の意思を護ることが生きる支えである。10年後、我が身を皮肉って八百比丘尼と名乗る。
八百比丘尼（やおびくに）
調伏や治癒などの術を使い、武術や術を篝や司狼に教えた尼。雪花の元々の持ち主で、千姫が真実に触れないように気を配る。わけあって斎に自分の片目を貸す。千姫側にも篝側にも関係があり助言をする。正体は現神姫で見た目を欺き、声を変えていた。500年かけてこの因果を終わらせようとする。気づかなかったが夜刀彦によって現神姫の能力を授かる。
500年前、一族の長（篝）に嫁がせるためだけに生まれた。現神姫と蛭子の力を持つので、隔離され知恵を与えられ無かった。そのため獣のようであった。白蓮と共に逃げ、全ての始まりという意味で壱と名づけられる。10歳の姿で不老不死となり、現神姫の力が目覚めないようにされた。蛭子の力を使わずとも熊を素手で倒せる。篝と対決したときは内臓破裂するものの打ち破る。
夜刀彦（やとひこ）
刀のころは怨敵調伏刀、神剣などと呼ばれていた。気に入らない相手には威嚇し振ることができない。千姫が16歳になったら妻にし、それには人の体が必要なので、司狼を乗っ取ろうとする。須佐（スサ）と呼ばれていることから、正体は国津神の須佐乃袁尊と推測される。夜刀彦の経緯を順を追って説明すると、始めに伊邪那美の命を受け葦原中国に降る。次に、壱を現神姫とする。しかし、葦原を荒らしたことにより別の神（篝）に封じられる。そこに暁生丸が現れ盟約を結ぶ。暁生丸の死後、刀に乗り移り清姫に護らせる。現代に至り、司狼と盟約を結ぶ。
結局、千姫を手に入れることはできなかったが、壱と共に根の国に降った。
蝶羽（あげは）
長細い髪の女、通称Fカップさん。飯綱の朔と凛を使役し、白蓮（久我）を探している。一時、千姫の護衛と白蓮を探すのに千姫の家にいたことがある。自分が一番な人。よく朔が胸の谷間にいる。500年前の前世？、両親が飯綱使いであったため早くに殺されているが、復讐よりも恋愛を重視し家族を求めていた。それ故に白蓮に言い寄っていた。彼にはカヨと呼ばれ、そしてその力で壱を護るように言われる。

## 用語解説
現神姫（あらがみひめ）
本作の題名で、最も重要なキーワード。現神とは生き神のことで、略されて現神、姫神と呼ばれることもある。伊邪那美の懐を宿し全ての命を生み出せる。生殖の出来ない化け物でも現神姫を喰らうことで力を増す。夜刀彦は伊邪那美に汚れたこの国を生み直すべく、新たな命を繁栄させよと命じられた為に葦原に降り立った。
蛭子族（ひるこぞく）
蛭子神の末裔だと自称する一族。物の怪を従わせる能力がある。しかし、この能力は血が薄まると衰えていくので、一族同士の近親交配を繰り返した。その為、短命で身体も弱くなった。500年前に疫病が蔓延し一族の過半数が死に絶え、篝が子供のころに篝を除き一族は抹消された。
蛭子族が死んだ場合、魂が下賤であるがゆえに、転生も神上がりも出来ない。その為、永劫にこの地にいるか、鬼や物の怪になる以外に方法はない。
女アレルギー（おんな - ）
草薙司狼のアレルギー症状で、女に触れると鳥肌が立つ。しかし、死ぬほど痛い場合と夜刀彦に精神を乗っ取られたときは、この症状は関係はない。この症状は人間の女限定で、雪花に触れられても何も発症しない。更に、8年前に千姫と会ったときは何の症状も無かった。
これらから総合すると、このアレルギーは後天的で、視覚的に人の女と判断しても人でなければ、触れても何も症状が起きないことから体質によるもかもしれないが、夜刀彦に乗っ取られた時の事もあるので詳しいことは断定できない。更に作中で原因について触れられていないため不明である。後に、この症状は改善されたと思われる。